# Monte Passeggio e Pizzo Deta (versante sud)
Monte Passeggio e Pizzo Deta (versante sud) este o arie protejată (arie specială de conservare — SAC, sit de importanță comunitară — SCI) din Italia întinsă pe o suprafață de 557 ha, integral pe uscat.

## Localizare
Centrul sitului Monte Passeggio e Pizzo Deta (versante sud) este situat la coordonatele 41°46′49″N 13°27′43″E / 41.780278°N 13.461944°E.

## Înființare
Situl Monte Passeggio e Pizzo Deta (versante sud) a fost declarat sit de importanță comunitară în iunie 1995 pentru a proteja 1 specie de plante și 9 specii de animale. Situl a fost protejat și ca arie specială de conservare în decembrie 2016.

## Biodiversitate
Situată în ecoregiunea mediteraneană, aria protejată conține 3 habitate naturale: Pajiști uscate seminaturale și facies de acoperire cu tufișuri pe substraturi calcaroase (Festuco-Brometalia) (* situri importante pentru orhidee), Izvoare petrifiante cu formare de travertin (Cratoneurion), Păduri de fag din Apenini cu Taxus și Ilex.
La baza desemnării sitului se află mai multe specii protejate:
- plante (1): Himantoglossum adriaticum
- păsări (6): ciocănitoare cu spate alb (Dendrocopos leucotos), șoim călător (Falco peregrinus), muscar-gulerat (Ficedula albicollis), ciocârlie de pădure (Lullula arborea), gaia neagră (Milvus migrans), viespar (Pernis apivorus)
- amfibieni (1): Salamandrina terdigitata
- mamifere (2): lupul (Canis lupus), urs brun (Ursus arctos)

Pe lângă speciile protejate, pe teritoriul sitului au mai fost identificate 6 specii de plante, 1 specie de păsări, 4 specii de mamifere.